# Connect four
A Connect four kétszemélyes absztrakt stratégiai táblás játék, az amőba egyik változata. A győzelemhez 4 színünket kell egy vonalba lerakni.

## Nézet
A játék egy 7x6-os függőleges kék táblán játszódik, melynek a tetejéből kell bedobálni mindkét játékosnak a saját színét.

## Játékmenet
A játékosok felülről csúsztatják bele a táblába a saját színeiket –melyek általában piros és sárga korongok-, így a jelrakások lehetőségei is korlátozottak a többi amőba típusú játékhoz képest. Az a játékos nyer, amelyik függőlegesen, vízszintesen, vagy átlósan kirakott négyet a saját színéből.

## Papíron játszható változat
A Connect Four kockás papíron is játszható. A játékos piros és sárga pöttyöket (vagy klasszikusan X-et és O-t) rajzolnak a kockákba. Az nyer, aki a saját színéből (vagy jeléből) négyet kirak függőlegesen, vízszintesen vagy átlósan. A papíros változatban akárhova lehet rakni jelet mert nem esik mindig alulra, mint a kézzelfogható álló táblás változat. Ez a változat számítógépes változatban is megtalálható.

## Hasonló játékok
- Gomoku
- Rendzsu
- Pente
- Amőba
- Tic-tac-toe
- Lite three
- Quarto
- Quadruple
- Quixo